# شين كيشيدا
شين كيشيدا (بالكانا:きしだ しん) هو كاتب سيناريو وممثل ياباني، ولد في 17 أكتوبر 1939 في اليابان، وتوفي في 28 ديسمبر 1982.

## وصلات خارجية
- شين كيشيدا على موقع IMDb (الإنجليزية)
- شين كيشيدا على موقع ألو سيني (الفرنسية)
- شين كيشيدا على موقع أول موفي (الإنجليزية)
- شين كيشيدا على موقع قاعدة بيانات الفيلم (الإنجليزية)
- شين كيشيدا على موقع كينوبويسك (الروسية)